# Różany (województwo warmińsko-mazurskie)
Różany (do 2009 Rożany) – wieś w Polsce położona w województwie warmińsko-mazurskim, w powiecie elbląskim, w gminie Gronowo Elbląskie, na obszarze Żuław Elbląskich.
W latach 1975–1998 miejscowość administracyjnie należała do województwa elbląskiego.
Zobacz też: Różany, Różanystok

## Zabytki
- XVIII-wieczny dom podcieniowy[3]
- XIX-wieczna parowa stacja pomp